# PDLIM2
PDLIM2‏ (PDZ and LIM domain 2) هوَ بروتين يُشَفر بواسطة جين PDLIM2 في الإنسان.